# Liga de Verano de Béisbol Profesional 2017
La Liga de Verano de Béisbol Profesional 2017, por motivo comercial Liga de Verano Manzana Postobon-Coors 2017, será la segunda edición de la liga de verano de béisbol en Colombia, a disputarse a partir del 15 de junio con un máximo de 22 jugadores inscritos para cada equipo.

## Equipos participantes
| Equipo                    | Fundación | Departamento | Ciudad       | Manager        | Estadio                   | Capacidad |
| Gigantes de Montería      | 2016      | Córdoba      | Montería     | William Díaz   | Estadio 18 de Junio       | 11.000    |
| Mariscales de Sucre       | 2016      | Sucre        | Sincelejo    | José Mosquera  | Estadio 20 de Enero       | 10.000    |
| Torices de Cartagena      | 1948      | Bolívar      | Cartagena    | Santiago Prada | Estadio Once de Noviembre | 12.000    |
| Tiburones de Barranquilla | 2016      | Atlántico    | Barranquilla | Evert Rentería | Estadio 20 de Enero       | 11.000    |

## Sistema de juego
Se jugaran 60 juegos cada equipos en una ronda de todos contra todos entre el 15 de junio y el 3 de septiembre, los equipos ubicados en los tres primeros lugares clasificaran al Pre-Play Off que se jugará del 7 al 24 de septiembre en todos contra todos con un total de 12 juegos (4 para cada equipo), los dos primeros equipos disputan la final del torneo 2017 en una seria de 3 juegos comenzando el 28 de septiembre, el campeón será el equipo que gané 2 juegos.

## Temporada regular
Se disputan un total de 60 juegos cada equipo en 12 semanas.

### Posiciones
| Pos | Equipo                    | V  | D  | J  | Avg  | PD   | Local | Visita |
| --- | ------------------------- | -- | -- | -- | ---- | ---- | ----- | ------ |
| 1.  | Gigantes de Montería      | 34 | 16 | 50 | .680 | --   | 15-11 | 19-5   |
| 2.  | Tiburones de Barranquilla | 26 | 24 | 50 | .520 | 8,0  | 11-13 | 15-10  |
| 3.  | Mariscales de Sucre       | 26 | 24 | 50 | .520 | 8,0  | 11-14 | 15-11  |
| 4.  | Torices de Cartagena      | 14 | 36 | 50 | .280 | 20,0 | 6-19  | 8-17   |

|  |                                        |
|  | Clasificado a la final del campeonato. |
|  | Clasificados al Pre-Play Off.          |
|  | Eliminado                              |

### Resultados
Se disputa a partir del 30 de junio del 2017 hasta el 17 de septiembre del mismo año

### Julio
| Torices    | 0 : 2 | Gigantes   | Dieciocho de Junio, Montería | 30 de junio | 19:00 |  |
| Tiburones  | 3 : 2 | Mariscales | Veiente de Enero, Sincelejo  | 30 de junio | 19:00 |  |
| Mariscales | 6 : 2 | Tiburones  | Ocho de Diciembre, Corozal   | 1 de julio  | 10:00 |  |
| Mariscales | 6 : 3 | Tiburones  | Ocho de Diciembre, Corozal   | 1 de julio  | 13:00 |  |
| Torices    | 0 : 3 | Gigantes   | Dieciocho de Junio, Montería | 1 de julio  | 15:00 |  |
| Torices    | 0 : 4 | Gigantes   | Dieciocho de Junio, Montería | 1 de julio  | 18:00 |  |
| Torices    | 5 : 1 | Gigantes   | Dieciocho de Junio, Montería | 2 de julio  | 17:00 |  |
| Tiburones  | 7 : 5 | Mariscales | Veiente de Enero, Sincelejo  | 2 de julio  | 17:00 |  |
| Mariscales | 1 : 4 | Tiburones  | Ocho de Diciembre, Corozal   | 3 de julio  | 13:00 |  |
| Torices    | 3 : 2 | Gigantes   | Dieciocho de Junio, Montería | 3 de julio  | 17:00 |  |

| Mariscales | 4 : 6  | Gigantes   | Dieciocho de Junio, Montería | 6 de julio | 19:00 |  |
| Tiburones  | 7 : 5  | Torices    | Once de Noviembre, Cartagena | 6 de julio | 19:00 |  |
| Gigantes   | 10 : 7 | Mariscales | Veiente de Enero, Sincelejo  | 7 de julio | 19:00 |  |
| Tiburones  | 2 : 1  | Torices    | Once de Noviembre, Cartagena | 7 de julio | 19:00 |  |
| Mariscales | 0 : 7  | Gigantes   | Dieciocho de Junio, Montería | 8 de julio | 15:00 |  |
| Mariscales | 5 : 1  | Gigantes   | Dieciocho de Junio, Montería | 8 de julio | 18:00 |  |
| Tiburones  | 13 : 4 | Torices    | Once de Noviembre, Cartagena | 9 de julio | 16:00 |  |
| Tiburones  | 5 : 4  | Torices    | Once de Noviembre, Cartagena | 9 de julio | 16:00 |  |
| Gigantes   | 6 : 1  | Mariscales | Veiente de Enero, Sincelejo  | 9 de julio | 17:00 |  |

| Gigantes  | 5 : 3  | Tiburones  | Dieciocho de Junio, Montería | 13 de julio | 19:00 |  |
| Torices   | 2 : 3  | Mariscales | Veiente de Enero, Sincelejo  | 13 de julio | 19:00 |  |
| Tiburones | 6 : 2  | Gigantes   | Dieciocho de Junio, Montería | 14 de julio | 19:00 |  |
| Torices   | 4 : 5  | Mariscales | Veiente de Enero, Sincelejo  | 14 de julio | 19:00 |  |
| Gigantes  | 6 : 1  | Tiburones  | Dieciocho de Junio, Montería | 15 de julio | 15:00 |  |
| Torices   | 2 : 3  | Mariscales | Veiente de Enero, Sincelejo  | 15 de julio | 15:00 |  |
| Gigantes  | 12 : 2 | Tiburones  | Dieciocho de Junio, Montería | 15 de julio | 17:00 |  |
| Torices   | 2 : 6  | Mariscales | Veiente de Enero, Sincelejo  | 16 de julio | 15:00 |  |
| Tiburones | 9 : 4  | Gigantes   | Dieciocho de Junio, Montería | 16 de julio | 18:00 |  |

| Tiburones  | 1 : 10 | Mariscales | Veiente de Enero, Sincelejo  | 20 de julio | 16:00 |                     |
| Gigantes   | 4 : 0  | Torices    | Once de Noviembre, Cartagena | 21 de julio | 17:00 | Aplazado del 20-Jul |
| Gigantes   | 8 : 1  | Torices    | Once de Noviembre, Cartagena | 21 de julio | 19:00 |                     |
| Mariscales | 2 : 3  | Tiburones  | Veiente de Enero, Sincelejo  | 21 de julio | 19:00 |                     |
| Gigantes   | 4 : 2  | Torices    | Once de Noviembre, Cartagena | 22 de julio | 15:00 |                     |
| Tiburones  | 2 : 1  | Mariscales | Veinte de Enero, Sincelejo   | 22 de julio | 15:00 |                     |
| Mariscales | 4 : 1  | Tiburones  | Ocho de Diciembre, Corozal   | 23 de julio | 13:00 |                     |
| Gigantes   | 5 : 2  | Torices    | Once de Noviembre, Cartagena | 23 de julio | 16:00 |                     |

| Torices    | 1 : 2 | Tiburones  | Veinte de Enero, Sincelejo   | 27 de julio | 19:00 |  |
| Gigantes   | 8 : 3 | Mariscales | Dieciocho de Junio, Montería | 27 de julio | 19:00 |  |
| Torices    | 2 : 3 | Tiburones  | Veinte de Enero, Sincelejo   | 28 de julio | 19:00 |  |
| Mariscales | 3 : 4 | Gigantes   | Dieciocho de Junio, Montería | 28 de julio | 19:00 |  |
| Torices    | 4 : 2 | Tiburones  | Veinte de Enero, Sincelejo   | 29 de julio | 17:00 |  |
| Gigantes   | 3 : 4 | Mariscales | Dieciocho de Junio, Montería | 29 de julio | 17:00 |  |
| Torices    | 0 : 5 | Tiburones  | Veinte de Enero, Sincelejo   | 29 de julio | 19:00 |  |
| Torices    | 2 : 3 | Tiburones  | Veiente de Enero, Sincelejo  | 30 de julio | 17:00 |  |
| Mariscales | 3 : 7 | Gigantes   | Dieciocho de Junio, Montería | 30 de julio | 17:00 |  |

### Agosto
| Mariscales | 2 : 1 | Torices   | Veinte de Enero, Sincelejo   | 4 de agosto | 19:00 |  |
| Tiburones  | 6 : 2 | Gigantes  | Dieciocho de Junio, Montería | 4 de agosto | 19:00 |  |
| Mariscales | 4 : 2 | Torices   | Once de Noviembre, Cartagena | 5 de agosto | 15:00 |  |
| Tiburones  | 6 : 4 | Gigantes  | Dieciocho de Junio, Montería | 5 de agosto | 15:00 |  |
| Gigantes   | 9 : 2 | Tiburones | Dieciocho de Junio, Montería | 6 de agosto | 17:00 |  |
| Mariscales | 7 : 1 | Torices   | Once de Noviembre, Cartagena | 6 de agosto | 17:00 |  |
| Mariscales | 5 : 4 | Torices   | Once de Noviembre, Cartagena | 7 de agosto | 16:00 |  |
| Tiburones  | 7 : 4 | Gigantes  | Dieciocho de Junio, Montería | 7 de agosto | 17:00 |  |

| Mariscales | 12 : 9 | Tiburones  | Veinte de Enero, Sincelejo   | 10 de agosto | 19:00 |  |
| Torices    | 3 : 4  | Gigantes   | Dieciocho de Junio, Montería | 10 de agosto | 19:00 |  |
| Tiburones  | 5 : 6  | Mariscales | Veinte de Enero, Sincelejo   | 11 de agosto | 19:00 |  |
| Torices    | 0 : 1  | Gigantes   | Dieciocho de Junio, Montería | 11 de agosto | 19:00 |  |
| Mariscales | 2 : 0  | Tiburones  | Veinte de Enero, Sincelejo   | 12 de agosto | 15:00 |  |
| Torices    | 11 : 1 | Gigantes   | Dieciocho de Junio, Montería | 12 de agosto | 15:00 |  |
| Torices    | 1 : 7  | Gigantes   | Dieciocho de Junio, Montería | 13 de agosto | 17:00 |  |
| Tiburones  | 7 : 6  | Mariscales | Veinte de Enero, Sincelejo   | 13 de agosto | 17:00 |  |

| Tiburones  | 2 : 3 | Torices    | Once de Noviembre, Cartagena | 18 de agosto | 19:00 |                     |
| Gigantes   | 5 : 0 | Mariscales | Veinte de Enero, Sincelejo   | 18 de agosto | 19:00 |                     |
| Mariscales | 6 : 2 | Gigantes   | Dieciocho de Junio, Montería | 19 de agosto | 17:00 |                     |
| Tiburones  | 1 : 0 | Torices    | Veinte de Enero, Sincelejo   | 20 de agosto | 16:00 | Aplazado del 19-Ago |
| Torices    | 6 : 5 | Tiburones  | Veinte de Enero, Sincelejo   | 20 de agosto | 00:00 |                     |
| Tiburones  | 0 : 7 | Torices    | Veinte de Enero, Sincelejo   | 21 de agosto | 16:00 |                     |
| Mariscales | 0 : 3 | Gigantes   | Dieciocho de Junio, Montería | 21 de agosto | 17:00 |                     |
| Tiburones  | 1 : 3 | Torices    | Once de Noviembre, Cartagena | 21 de agosto | 00:00 |                     |
| Gigantes   | 1 : 0 | Mariscales | Dieciocho de Junio, Montería | 21 de agosto | 00:00 |                     |

| Gigantes   | 2 : 3  | Torices    | Once de Noviembre, Cartagena | 24 de agosto | 19:00 |  |
| Tiburones  | 1 : 2  | Mariscales | Veinte de Enero, Sincelejo   | 24 de agosto | 19:00 |  |
| Gigantes   | 3 : 0  | Torices    | Once de Noviembre, Cartagena | 25 de agosto | 19:00 |  |
| Mariscales | 0 : 2  | Tiburones  | Veinte de Enero, Sincelejo   | 25 de agosto | 19:00 |  |
| Gigantes   | 5 : 2  | Torices    | Once de Noviembre, Cartagena | 26 de agosto | 18:00 |  |
| Tiburones  | 5 : 10 | Mariscales | Veinte de Enero, Sincelejo   | 26 de agosto | 18:00 |  |
| Mariscales | 1 : 0  | Tiburones  | Veinte de Enero, Sincelejo   | 27 de agosto | 13:00 |  |
| Gigantes   | 6 : 1  | Torices    | Once de Noviembre, Cartagena | 27 de agosto | 16:00 |  |

### Septiembre
| Mariscales | 5 : 0 | Torices   | Once de Noviembre, Cartagena | 31 de agosto    | 19:00 |  |
| Gigantes   | 3 : 4 | Tiburones | Dieciocho de Junio, Montería | 31 de agosto    | 19:00 |  |
| Mariscales | 4 : 1 | Torices   | Once de Noviembre, Cartagena | 1 de septiembre | 19:00 |  |
| Tiburones  | 6 : 7 | Gigantes  | Dieciocho de Junio, Montería | 1 de septiembre | 19:00 |  |
| Gigantes   | 4 : 1 | Tiburones | Veinte de Enero, Sincelejo   | 2 de septiembre | 17:00 |  |
| Mariscales | 2 : 1 | Torices   | Once de Noviembre, Cartagena | 2 de septiembre | 17:00 |  |
| Mariscales | 1 : 3 | Torices   | Once de Noviembre, Cartagena | 2 de septiembre | 19:00 |  |
| Tiburones  | 7 : 4 | Gigantes  | Dieciocho de Junio, Montería | 3 de septiembre | 17:00 |  |

| Tiburones | 12 : 5 | Gigantes   | Dieciocho de Junio, Montería | 7 de septiembre  | 19:00 |  |
| Gigantes  | 4 : 0  | Tiburones  | Dieciocho de Junio, Montería | 8 de septiembre  | 19:00 |  |
| Torices   | 1 : 2  | Mariscales | Veinte de Enero, Sincelejo   | 9 de septiembre  | 14:00 |  |
| Torices   | 2 : 0  | Mariscales | Veinte de Enero, Sincelejo   | 9 de septiembre  | 16:00 |  |
| Tiburones | 2 : 5  | Gigantes   | Dieciocho de Junio, Montería | 10 de septiembre | 15:00 |  |
| Gigantes  | 1 : 2  | Tiburones  | Dieciocho de Junio, Montería | 10 de septiembre | 17:00 |  |
| Torices   | 4 : 1  | Mariscales | Veinte de Enero, Sincelejo   | 10 de septiembre | 16:00 |  |
| Torices   | 2 : 1  | Mariscales | Veinte de Enero, Sincelejo   | 10 de septiembre | 18:00 |  |

| Torices    | 4 : 3 | Tiburones | Once de Noviembre, Cartagena | 14 de septiembre | 19:00 |  |
| Mariscales | 7 : 0 | Gigantes  | Dieciocho de Junio, Montería | 14 de septiembre | 19:00 |  |
| Tiburones  | 4 : 3 | Torices   | Once de Noviembre, Cartagena | 16 de septiembre | 19:00 |  |
| Tiburones  | 5 : 2 | Torices   | Once de Noviembre, Cartagena | 16 de septiembre | 19:00 |  |
| Mariscales | 2 : 0 | Gigantes  | Dieciocho de Junio, Montería | 16 de septiembre | 19:00 |  |
| Mariscales | 2 : 0 | Gigantes  | Dieciocho de Junio, Montería | 16 de septiembre | 19:00 |  |

### Resumen de las series
| Resumen de series       | Resumen de series       | Resumen de series | Resumen de series | Resumen de series | Resumen de series | Resumen de series | Resumen de series | Resumen de series | Resumen de series | Resumen de series | Resumen de series | Resumen de series |
| Ganador                 | Series                  | Res. Serie        | Juego 1           | Juego 2           | Juego 3           | Juego 4           | Juego 5           | Juego 6           | Juego 7           | Juego 8           | Juego 9           | Juego 10          |
| ----------------------- | ----------------------- | ----------------- | ----------------- | ----------------- | ----------------- | ----------------- | ----------------- | ----------------- | ----------------- | ----------------- | ----------------- | ----------------- |
|                         | Torices vs Gigantes     | 3 - 6             | 0 : 2             | 0 : 3             | 0 : 4             | 5 : 1             | 3 : 2             | 3 : 4             | 0 : 1             | 11 : 1            | 1 : 7             |                   |
| Gigantes vs Torices     | 7 - 1                   | 4 : 0             | 8 : 1             | 4 : 2             | 5 : 2             | 2 : 3             | 3 : 0             | 5 : 2             | 6 : 1             |                   |                   |                   |
|                         | Tiburones vs Mariscales | 4 - 4             | 3 : 2             | 7 : 5             | 1 : 10            | 2 : 1             | 5 : 6             | 7 : 6             | 1 : 2             | 5 : 10            |                   |                   |
| Mariscales vs Tiburones | 6 - 2                   | 6 : 2             | 6 : 3             | 1 : 4             | 2 : 3             | 4 : 1             | 12 : 9            | 2 : 0             | 0 : 2             | 1 : 0             |                   |                   |
|                         | Mariscales vs Gigantes  | 5 - 5             | 4 : 6             | 0 : 7             | 5 : 1             | 3 : 4             | 3 : 7             | 6 : 2             | 0 : 3             | 7 : 0             | 2 : 0             | 2 : 0             |
| Gigantes vs Mariscales  | 5 - 1                   | 10 : 7            | 6 : 1             | 8 : 3             | 3 : 4             | 5 : 0             | 1 : 0             |                   |                   |                   |                   |                   |
|                         | Tiburones vs Torices    | 7 - 3             | 7 : 5             | 2 : 1             | 13 : 4            | 5 : 4             | 2 : 3             | 1 : 0             | 0 : 7             | 1 : 3             | 4 : 3             | 5 : 2             |
| Torices vs Tiburones    | 2 - 5                   | 1 : 2             | 2 : 3             | 4 : 2             | 0 : 5             | 2 : 3             | 6 : 5             | 4 : 3             |                   |                   |                   |                   |
|                         | Gigantes vs Tiburones   | 7 - 2             | 5 : 3             | 6 : 1             | 12 : 2            | 6 : 2             | 9 : 2             | 3 : 4             | 4 : 1             | 4 : 0             | 1 : 2             |                   |
| Tiburones vs Gigantes   | 6 - 2                   | 6 : 2             | 9 : 4             | 6 : 4             | 7 : 4             | 6 : 7             | 7 : 4             | 12 : 5            | 2 : 5             |                   |                   |                   |
|                         | Torices vs Mariscales   | 3 - 5             | 2 : 3             | 4 : 5             | 2 : 3             | 2 : 6             | 1 : 2             | 2 : 0             | 4 : 1             | 2 : 1             |                   |                   |
| Mariscales vs Torices   | 7 - 1                   | 2 : 1             | 4 : 2             | 7 : 1             | 5 : 4             | 5 : 0             | 4 : 1             | 2 : 1             | 1 : 3             |                   |                   |                   |

|  | Juegos ganados por Torices    |
|  | Juegos ganados por Gigantes   |
|  | Juegos ganados por Mariscales |
|  | Juegos ganados por Tiburones  |

## Pre-Play Off
Disputada al mejor de tres juegos entre el 21 y el 24 de septiembre de 2017. Mariscales clasificó a la final ganando los dos primeros juegos de la serie.
| Juego 1, 21 de septiembre, 19:00 (UTC-5) | Mariscales | 4 – 1   | Tiburones | Veinte de Enero, Sincelejo |   |   |   |   |   |   |   |   |
| |            | Reporte |           |                            |   |   |   |   |   |   |   |   |
| Detalle \| Equipo \| 1 \| 2 \| 3 \| 4 \| 5 \| 6 \| 7 \| 8 \| 9 \| C \| H \| E \| \| ---------- \| - \| - \| - \| - \| - \| - \| - \| - \| - \| - \| - \| - \| \| Tiburones \| 0 \| 0 \| 0 \| 0 \| 0 \| 0 \| 1 \| 0 \| 0 \| 0 \| 6 \| 0 \| \| Mariscales \| 0 \| 0 \| 0 \| 4 \| 0 \| 0 \| 0 \| 0 \| X \| 4 \| 6 \| 1 \|LG: Randy Consuegra LP: Jesus Posso SV: HRs: MAR – Umpires: Ronald Escudero, Luis Mejía Duración: 3h 04m |            |         |           |                            |   |   |   |   |   |   |   |   |
| Equipo | 1          | 2       | 3         | 4                          | 5 | 6 | 7 | 8 | 9 | C | H | E |
| Tiburones | 0          | 0       | 0         | 0                          | 0 | 0 | 1 | 0 | 0 | 0 | 6 | 0 |
| Mariscales | 0          | 0       | 0         | 4                          | 0 | 0 | 0 | 0 | X | 4 | 6 | 1 |

| Equipo     | 1 | 2 | 3 | 4 | 5 | 6 | 7 | 8 | 9 | C | H | E |
| ---------- | - | - | - | - | - | - | - | - | - | - | - | - |
| Tiburones  | 0 | 0 | 0 | 0 | 0 | 0 | 1 | 0 | 0 | 0 | 6 | 0 |
| Mariscales | 0 | 0 | 0 | 4 | 0 | 0 | 0 | 0 | X | 4 | 6 | 1 |

| Juego 2, 22 de septiembre, 19:00 (UTC-5) | Mariscales | 6 – 5   | Tiburones | Veinte de Enero, Sincelejo |   |   |   |   |   |   |    |   |
| |            | Reporte |           |                            |   |   |   |   |   |   |    |   |
| Detalle \| Equipo \| 1 \| 2 \| 3 \| 4 \| 5 \| 6 \| 7 \| 8 \| 9 \| C \| H \| E \| \| ---------- \| - \| - \| - \| - \| - \| - \| - \| - \| - \| - \| -- \| - \| \| Tiburones \| 2 \| 1 \| 1 \| 0 \| 0 \| 0 \| 0 \| 1 \| 0 \| 5 \| 10 \| 1 \| \| Mariscales \| 2 \| 0 \| 1 \| 0 \| 1 \| 0 \| 2 \| 0 \| - \| 6 \| 10 \| 4 \|LG: J. Solarte LP: Yesid Salazar SV: HRs: MAR – Deivis Rivadeneira Umpires: Duración: 3h 00m |            |         |           |                            |   |   |   |   |   |   |    |   |
| Equipo | 1          | 2       | 3         | 4                          | 5 | 6 | 7 | 8 | 9 | C | H  | E |
| Tiburones | 2          | 1       | 1         | 0                          | 0 | 0 | 0 | 1 | 0 | 5 | 10 | 1 |
| Mariscales | 2          | 0       | 1         | 0                          | 1 | 0 | 2 | 0 | - | 6 | 10 | 4 |

| Equipo     | 1 | 2 | 3 | 4 | 5 | 6 | 7 | 8 | 9 | C | H  | E |
| ---------- | - | - | - | - | - | - | - | - | - | - | -- | - |
| Tiburones  | 2 | 1 | 1 | 0 | 0 | 0 | 0 | 1 | 0 | 5 | 10 | 1 |
| Mariscales | 2 | 0 | 1 | 0 | 1 | 0 | 2 | 0 | - | 6 | 10 | 4 |

| Juego 1, 21 de septiembre, 19:00 (UTC-5) | Mariscales | 4 – 1   | Tiburones | Veinte de Enero, Sincelejo |   |   |   |   |   |   |   |   |
| |            | Reporte |           |                            |   |   |   |   |   |   |   |   |
| Detalle \| Equipo \| 1 \| 2 \| 3 \| 4 \| 5 \| 6 \| 7 \| 8 \| 9 \| C \| H \| E \| \| ---------- \| - \| - \| - \| - \| - \| - \| - \| - \| - \| - \| - \| - \| \| Tiburones \| 0 \| 0 \| 0 \| 0 \| 0 \| 0 \| 1 \| 0 \| 0 \| 0 \| 6 \| 0 \| \| Mariscales \| 0 \| 0 \| 0 \| 4 \| 0 \| 0 \| 0 \| 0 \| X \| 4 \| 6 \| 1 \|LG: Randy Consuegra LP: Jesus Posso SV: HRs: MAR – Umpires: Ronald Escudero, Luis Mejía Duración: 3h 04m |            |         |           |                            |   |   |   |   |   |   |   |   |
| Equipo | 1          | 2       | 3         | 4                          | 5 | 6 | 7 | 8 | 9 | C | H | E |
| Tiburones | 0          | 0       | 0         | 0                          | 0 | 0 | 1 | 0 | 0 | 0 | 6 | 0 |
| Mariscales | 0          | 0       | 0         | 4                          | 0 | 0 | 0 | 0 | X | 4 | 6 | 1 |

| Equipo     | 1 | 2 | 3 | 4 | 5 | 6 | 7 | 8 | 9 | C | H | E |
| ---------- | - | - | - | - | - | - | - | - | - | - | - | - |
| Tiburones  | 0 | 0 | 0 | 0 | 0 | 0 | 1 | 0 | 0 | 0 | 6 | 0 |
| Mariscales | 0 | 0 | 0 | 4 | 0 | 0 | 0 | 0 | X | 4 | 6 | 1 |

| Juego 2, 22 de septiembre, 19:00 (UTC-5) | Mariscales | 6 – 5   | Tiburones | Veinte de Enero, Sincelejo |   |   |   |   |   |   |    |   |
| |            | Reporte |           |                            |   |   |   |   |   |   |    |   |
| Detalle \| Equipo \| 1 \| 2 \| 3 \| 4 \| 5 \| 6 \| 7 \| 8 \| 9 \| C \| H \| E \| \| ---------- \| - \| - \| - \| - \| - \| - \| - \| - \| - \| - \| -- \| - \| \| Tiburones \| 2 \| 1 \| 1 \| 0 \| 0 \| 0 \| 0 \| 1 \| 0 \| 5 \| 10 \| 1 \| \| Mariscales \| 2 \| 0 \| 1 \| 0 \| 1 \| 0 \| 2 \| 0 \| - \| 6 \| 10 \| 4 \|LG: J. Solarte LP: Yesid Salazar SV: HRs: MAR – Deivis Rivadeneira Umpires: Duración: 3h 00m |            |         |           |                            |   |   |   |   |   |   |    |   |
| Equipo | 1          | 2       | 3         | 4                          | 5 | 6 | 7 | 8 | 9 | C | H  | E |
| Tiburones | 2          | 1       | 1         | 0                          | 0 | 0 | 0 | 1 | 0 | 5 | 10 | 1 |
| Mariscales | 2          | 0       | 1         | 0                          | 1 | 0 | 2 | 0 | - | 6 | 10 | 4 |

| Equipo     | 1 | 2 | 3 | 4 | 5 | 6 | 7 | 8 | 9 | C | H  | E |
| ---------- | - | - | - | - | - | - | - | - | - | - | -- | - |
| Tiburones  | 2 | 1 | 1 | 0 | 0 | 0 | 0 | 1 | 0 | 5 | 10 | 1 |
| Mariscales | 2 | 0 | 1 | 0 | 1 | 0 | 2 | 0 | - | 6 | 10 | 4 |

## Play Off Final
Disputada al mejor de tres juegos entre el 28 de septiembre y el 1 de octubre de 2017. Siendo necesario solo los dos primeros juegos luego de que Mariscales se fuera arriba en la serie en el primer juego en Montería superando a Gigantes 3 carreras por 2 en 11 entradas, ratificando el título en el segundo juego en Sincelejo con victoria de Maricales 2-1 en la novena entrada dejando en el campo al defensor del título y obteniendo así su primer título en la segunda edición del torneo de Verano.
| Juego 1, 28 de septiembre, 19:00 (UTC-5) | Gigantes | 2 – 3   | Mariscales | Dieciocho de Junio, Montería |   |   |   |   |   |    |    |   |   |   |
| |          | Reporte |            |                              |   |   |   |   |   |    |    |   |   |   |
| Detalle \| Equipo \| 1 \| 2 \| 3 \| 4 \| 5 \| 6 \| 7 \| 8 \| 9 \| 10 \| 11 \| C \| H \| E \| \| ---------- \| - \| - \| - \| - \| - \| - \| - \| - \| - \| -- \| -- \| - \| - \| - \| \| Mariscales \| 0 \| 0 \| 0 \| 2 \| 0 \| 0 \| 0 \| 0 \| 0 \| 0 \| 1 \| 3 \| - \| - \| \| Gigantes \| 0 \| 0 \| 1 \| 0 \| 1 \| 0 \| 0 \| 0 \| 0 \| 0 \| 0 \| 2 \| - \| - \|LG: Marcos Tabatá LP: Geddy Guerra Umpires: Duración: 3h 45m |          |         |            |                              |   |   |   |   |   |    |    |   |   |   |
| Equipo | 1        | 2       | 3          | 4                            | 5 | 6 | 7 | 8 | 9 | 10 | 11 | C | H | E |
| Mariscales | 0        | 0       | 0          | 2                            | 0 | 0 | 0 | 0 | 0 | 0  | 1  | 3 | - | - |
| Gigantes | 0        | 0       | 1          | 0                            | 1 | 0 | 0 | 0 | 0 | 0  | 0  | 2 | - | - |

| Equipo     | 1 | 2 | 3 | 4 | 5 | 6 | 7 | 8 | 9 | 10 | 11 | C | H | E |
| ---------- | - | - | - | - | - | - | - | - | - | -- | -- | - | - | - |
| Mariscales | 0 | 0 | 0 | 2 | 0 | 0 | 0 | 0 | 0 | 0  | 1  | 3 | - | - |
| Gigantes   | 0 | 0 | 1 | 0 | 1 | 0 | 0 | 0 | 0 | 0  | 0  | 2 | - | - |

| Juego 2, 29 de septiembre, 19:00 (UTC-5) | Mariscales | 2 – 1   | Gigantes | Veinte de Enero, Sincelejo |   |   |   |   |   |   |   |   |
| |            | Reporte |          |                            |   |   |   |   |   |   |   |   |
| Detalle \| Equipo \| 1 \| 2 \| 3 \| 4 \| 5 \| 6 \| 7 \| 8 \| 9 \| C \| H \| E \| \| ---------- \| -- \| - \| - \| - \| - \| - \| - \| - \| - \| - \| - \| - \| \| Gigantes \| -0 \| 0 \| 0 \| 0 \| 0 \| 0 \| 1 \| 0 \| 0 \| 1 \| - \| - \| \| Mariscales \| 1 \| 0 \| 0 \| 0 \| 0 \| 0 \| 0 \| 0 \| 1 \| 2 \| - \| - \|LG: Marcos Tabata LP: Anthony Vizcaya HRs: MAR – Manuel Joseph Umpires: Duración: 0h 00m |            |         |          |                            |   |   |   |   |   |   |   |   |
| Equipo | 1          | 2       | 3        | 4                          | 5 | 6 | 7 | 8 | 9 | C | H | E |
| Gigantes | -0         | 0       | 0        | 0                          | 0 | 0 | 1 | 0 | 0 | 1 | - | - |
| Mariscales | 1          | 0       | 0        | 0                          | 0 | 0 | 0 | 0 | 1 | 2 | - | - |

| Equipo     | 1  | 2 | 3 | 4 | 5 | 6 | 7 | 8 | 9 | C | H | E |
| ---------- | -- | - | - | - | - | - | - | - | - | - | - | - |
| Gigantes   | -0 | 0 | 0 | 0 | 0 | 0 | 1 | 0 | 0 | 1 | - | - |
| Mariscales | 1  | 0 | 0 | 0 | 0 | 0 | 0 | 0 | 1 | 2 | - | - |

| Juego 1, 28 de septiembre, 19:00 (UTC-5) | Gigantes | 2 – 3   | Mariscales | Dieciocho de Junio, Montería |   |   |   |   |   |    |    |   |   |   |
| |          | Reporte |            |                              |   |   |   |   |   |    |    |   |   |   |
| Detalle \| Equipo \| 1 \| 2 \| 3 \| 4 \| 5 \| 6 \| 7 \| 8 \| 9 \| 10 \| 11 \| C \| H \| E \| \| ---------- \| - \| - \| - \| - \| - \| - \| - \| - \| - \| -- \| -- \| - \| - \| - \| \| Mariscales \| 0 \| 0 \| 0 \| 2 \| 0 \| 0 \| 0 \| 0 \| 0 \| 0 \| 1 \| 3 \| - \| - \| \| Gigantes \| 0 \| 0 \| 1 \| 0 \| 1 \| 0 \| 0 \| 0 \| 0 \| 0 \| 0 \| 2 \| - \| - \|LG: Marcos Tabatá LP: Geddy Guerra Umpires: Duración: 3h 45m |          |         |            |                              |   |   |   |   |   |    |    |   |   |   |
| Equipo | 1        | 2       | 3          | 4                            | 5 | 6 | 7 | 8 | 9 | 10 | 11 | C | H | E |
| Mariscales | 0        | 0       | 0          | 2                            | 0 | 0 | 0 | 0 | 0 | 0  | 1  | 3 | - | - |
| Gigantes | 0        | 0       | 1          | 0                            | 1 | 0 | 0 | 0 | 0 | 0  | 0  | 2 | - | - |

| Equipo     | 1 | 2 | 3 | 4 | 5 | 6 | 7 | 8 | 9 | 10 | 11 | C | H | E |
| ---------- | - | - | - | - | - | - | - | - | - | -- | -- | - | - | - |
| Mariscales | 0 | 0 | 0 | 2 | 0 | 0 | 0 | 0 | 0 | 0  | 1  | 3 | - | - |
| Gigantes   | 0 | 0 | 1 | 0 | 1 | 0 | 0 | 0 | 0 | 0  | 0  | 2 | - | - |

| Juego 2, 29 de septiembre, 19:00 (UTC-5) | Mariscales | 2 – 1   | Gigantes | Veinte de Enero, Sincelejo |   |   |   |   |   |   |   |   |
| |            | Reporte |          |                            |   |   |   |   |   |   |   |   |
| Detalle \| Equipo \| 1 \| 2 \| 3 \| 4 \| 5 \| 6 \| 7 \| 8 \| 9 \| C \| H \| E \| \| ---------- \| -- \| - \| - \| - \| - \| - \| - \| - \| - \| - \| - \| - \| \| Gigantes \| -0 \| 0 \| 0 \| 0 \| 0 \| 0 \| 1 \| 0 \| 0 \| 1 \| - \| - \| \| Mariscales \| 1 \| 0 \| 0 \| 0 \| 0 \| 0 \| 0 \| 0 \| 1 \| 2 \| - \| - \|LG: Marcos Tabata LP: Anthony Vizcaya HRs: MAR – Manuel Joseph Umpires: Duración: 0h 00m |            |         |          |                            |   |   |   |   |   |   |   |   |
| Equipo | 1          | 2       | 3        | 4                          | 5 | 6 | 7 | 8 | 9 | C | H | E |
| Gigantes | -0         | 0       | 0        | 0                          | 0 | 0 | 1 | 0 | 0 | 1 | - | - |
| Mariscales | 1          | 0       | 0        | 0                          | 0 | 0 | 0 | 0 | 1 | 2 | - | - |

| Equipo     | 1  | 2 | 3 | 4 | 5 | 6 | 7 | 8 | 9 | C | H | E |
| ---------- | -- | - | - | - | - | - | - | - | - | - | - | - |
| Gigantes   | -0 | 0 | 0 | 0 | 0 | 0 | 1 | 0 | 0 | 1 | - | - |
| Mariscales | 1  | 0 | 0 | 0 | 0 | 0 | 0 | 0 | 1 | 2 | - | - |

|                                           |
| Campeón Mariscales de Sucre Primer título |

## Los mejores
| Stat                     | Jugador                                         | Total |
| ------------------------ | ----------------------------------------------- | ----- |
| Porcentaje de bateo (BA) | Edgar Muñoz (MAR)                               | .381  |
| Home run (HR)            | Reinaldo Rodriguez (GIG) Manuel Joseph (MAR)    | 7     |
| Carrera impulsada (RBI)  | Reinaldo Rodriguez (GIG)                        | 29    |
| Carrera anotada (R)      | Diover Avila (GIG)                              | 31    |
| Hits (H)                 | Diover Avila (GIG)                              | 53    |
| Robo de base (SB)        | Robinson Cabrera (TIB) Reinaldo Rodriguez (GIG) | 12    |

| Stat                   | Jugador                                                            | Total |
| ---------------------- | ------------------------------------------------------------------ | ----- |
| Juegos ganados (GAN)   | Jackson Solarte (TIB) Antony Vizacaya (GIG) Wilfredo Ramírez (GIG) | 7     |
| Carreras limpias (ERA) | Antony Vizacaya (GIG)                                              | 1.33  |
| Strike out (SO)        | Hernando Chiquillo (MAR)                                           | 72    |
| Juegos Salvados (SV)   | Angel Tovar (GIG)                                                  | 15    |